# Aus dem Tagebuch eines Frauenarztes
Pour plus de détails, voir Fiche technique et Distribution.
Aus dem Tagebuch eines Frauenarztes (en français, Le Journal d'un gynécologue) est un film allemand réalisé par Werner Klingler, sorti en 1959.

## Synopsis
Après une fête de carnaval, la jeune Erika Hansen est reconduite en voiture par deux jeunes hommes ; mais ils se montrent très entreprenants, elle se jette de la voiture et est grièvement blessée et transportée à l'hôpital pour femmes dont le médecin en chef est le Dr. Bruckner. L'opération d'urgence en pleine nuit lui sauve la vie. Le Dr. Bruckner est absorbé par son métier et n'a pas de vie privée. Ses patientes l'adorent, ce qui suscite les ragots parmi les infirmières. Particulièrement avec Ursula Callway qui flirte avec le médecin et l'invite à une fête de carnaval. Il accepte l'invitation malgré les inquiétudes et de venir prendre un café chez Ursula. Ils dansent ensemble et s'embrassent. Alors qu'elle se déshabille pour le séduire, il téléphone à la clinique. Il apprend que l'accouchement de Mme Mägerlein est compliqué et s'en va immédiatement. Ursula est vexée.
L'opération de Mme Mägerlein est une réussite. Erika Hansen reçoit la visite de sa sœur, l'avocate Eva Hansen et parle de la nuit du drame. Elle se confie au docteur, en qui elle voit une figure paternelle. Il doit intervenir : lorsqu'il surprend le Dr. Killian, son assistant, et une infirmière s'embrasser, il lui fait une leçon.
Ursula n'a pas renoncé à Bruckner. Elle se fait passer pour une patiente. Lors d'une visite dans la soirée, ils se disputent. Ursula quitte la clinique. Son ami Rudolf Baum la croise, elle lui raconte que le médecin a voulu abuser d'elle. Bruckner est arrêté. Comme il refuse de parler, il est mis en garde à vue. Eva Hansen accepte sa défense et apprend de Brückner ce qui est arrivé dans la soirée. Pendant le procès, très suivi par la presse, Ursula accuse Brückner de viol. Les employés de l'hôpital suivent attentivement le procès, tout en rajoutant des cancans. Même le Dr Rott témoigne contre lui ; car il pourrait lui succéder comme médecin-chef. Seul le Dr Killian défend Bruckner.
Ursula est décontenancée par les questions d'Eva Hansen. Baum explique que Bruckner s'en prit à Ursula pour se venger de son indifférence. Il lui demande de ne pas commettre de parjure. Le lendemain, Ursula réitère ses accusations. Erika Hansen vient ensuite à la barre et accuse Ursula de mentir en complicité avec Baum. Baum est convoqué à la barre et avoue toute la vérité. Ursula part du tribunal en courant et se fait renverser par une voiture ; elle meurt sur le coup. Brückner est acquitté de toutes les accusations et quitte le tribunal avec Eva et Erika.

## Fiche technique
- Titre : Aus dem Tagebuch eines Frauenarztes
- Réalisation : Werner Klingler, assisté de Hans-Joachim Wiedermann
- Scénario : Peter-Martin Deusel
- Musique : Gerhard Becker
- Direction artistique : Paul Markwitz, Heinrich Weidemann (de)
- Costumes : Vera Mügge
- Photographie : Karl Löb
- Son : Clemens Tütsch
- Montage : Jutta Hering
- Production : Artur Brauner
- Sociétés de production : Alfa Film
- Société de distribution : Neue Filmverleih
- Pays d'origine :  Allemagne de l'Ouest
- Langue : allemand
- Format : Noir et blanc - 1,66:1 - Mono - 35 mm
- Genre : Drame
- Durée : 83 minutes
- Dates de sortie :
  -  Allemagne de l'Ouest : 24 mars 1959.
  -  Allemagne de l'Est : 14 septembre 1962.
  -  France : 11 septembre 1963[1].

## Distribution
- Rudolf Prack : Dr. Brückner
- Marianne Hold : Me Eva Hansen
- Ellen Schwiers : Ursula Callway
- Richard Häussler : Rudolf Baum
- Dorothea Wieck : Sabine Hennemann
- Angelika Meissner : Erika Hansen
- Albert Bessler : Le juge
- Ilse Fürstenberg : Mme Mägerlein
- Manfred Grothe : Dr. Kilian
- Walter Bluhm : Karl Mägerlein
- Günter Meisner : Dr. Rott
- Kunibert Gensichen : Me Stammer
- Ruth Diehl : Anneliese
- Katrin Schaake : Anni Kunz
- Rolf Moebius : Georg Callway
- Sybil Rares : Mme Kaller

## Source de traduction
- (de) Cet article est partiellement ou en totalité issu de l’article de Wikipédia en allemand intitulé « Aus dem Tagebuch eines Frauenarztes » (voir la liste des auteurs).